# Pizzoli
Pizzoli là một đô thịthuộc tỉnh L'Aquila trong vùng Abruzzo của Ý. Ý. Đô thị này có diện tích 56 km², dân số 3021 người. Các làng trực thuộc: Marruci, Cavallari, Villa S. Pietro. Các đô thị giáp ranh gồm:
Barete, Capitignano, L'Aquila, Montereale.